# Dubovec
Dubovec é um município da Eslováquia, situado no distrito de Rimavská Sobota, na região de Banská Bystrica. Tem 9,2 km² de área e sua população em 2018 foi estimada em 533 habitantes.

## Demografia
| Ano:        | 1994 | 2004    | 2014   | 2024   |
| ----------- | ---- | ------- | ------ | ------ |
| Broj ljudi: | 463  | 546     | 551    | 517    |
| Razlika:    |      | +17,92% | +0,91% | -6,17% |

| Ano:               | 2023 | 2024   |
| ------------------ | ---- | ------ |
| Número de pessoas: | 497  | 517    |
| Diferença:         |      | +4,02% |